# Jake Stein
Jake Stein (Penrith, Australia, 17 de enero de 1994) es un atleta australiano especializado en la prueba de octatlón, en la que consiguió ser campeón mundial juvenil en 2011.

## Carrera deportiva
En el Campeonato Mundial Juvenil de Atletismo de 2011 ganó la medalla de oro en la competición de octatlón, logrando un total de 6491 puntos que fue récord mundial juvenil, superando al sueco Fredrick Ekholm y al brasileño Felipe dos Santos (bronce con 5966 puntos).

## Estadísticas

### Récords personales
| Evento                  | Actuación         | Evento                                         | Fecha                   |
| ----------------------- | ----------------- | ---------------------------------------------- | ----------------------- |
| Decatlón                | 7601              | Canberra                                       | 1 de febrero de 2014    |
| 100 metros              | 11,22 (-0,7 m/s)  | Centro deportivo del Parque Olímpico de Sídney | 31 de marzo de 2012     |
| Salto largo             | 7,50 m (+2,5 m/s) | Mannheim                                       | 23 de junio de 2012     |
| Lanzamiento de peso     | 15,01m            | Centro deportivo del Parque Olímpico de Sídney | 10 de noviembre de 2012 |
| Salto de altura         | 2,04 m            | Centro deportivo del Parque Olímpico de Sídney | 4 de febrero de 2011    |
| 400 metros              | 50,63             | Parque Hampden                                 | 28 de julio de 2014     |
| 110 metros vallas       | 14,85 (-1,3 m/s)  | Centro deportivo del Parque Olímpico de Sídney | 2 de marzo de 2014      |
| Lanzamiento de disco    | 50,63m            | Centro deportivo del Parque Olímpico de Sídney | 2 de marzo de 2014      |
| Salto con pértiga       | 4,50m             | Canberra                                       | 1 de febrero de 2014    |
| lanzamiento de jabalina | 69,61m            | Estadio Olímpico Lluís Companys                | 11 de julio de 2012     |
| 1500 metros             | 4:43.71           | Estadio junto al lago                          | 6 de abril de 2014      |